# Новогурівка
Новогу́рівка — село в Україні, у Божедарівській селищній громаді Кам'янського району Дніпропетровської області. 
Населення — 98 мешканців.

## Населення

### Мова
Розподіл населення за рідною мовою за даними перепису 2001 року:
| Мова       | Кількість | Відсоток |
| ---------- | --------- | -------- |
| українська | 96        | 97.96%   |
| російська  | 2         | 2.04%    |
| Усього     | 98        | 100%     |

## Географія
Село Новогурівка розташоване на березі безіменної річечки, яка через 1,5 км впадає до річки Саксагань, на відстані 2 км розташоване село Катеринопіль. Через село проходить автомобільна дорога М04 (E50). Біля села розташований ботанічний заказник «Житлова балка».

## Постаті
- Ковальчук Сергій Вікторович (1995—2014) — солдат Збройних сил України, учасник російсько-української війни.